# Topo-geographisch-statistisches Lexicon vom Königreiche Bayern
Das Topo-geographisch-statistische Lexicon vom Königreiche Bayern ist ein zweibändiges Lexikon, das 1831 und 1832 von Joseph Anton Eisenmann und Karl Friedrich Hohn herausgegeben wurde. Der vollständige Titel lautet: „Topo-geographisch-statistisches Lexicon vom Königreiche Bayern oder alphabetische Beschreibung aller im Königreiche Bayern enthaltenen Kreise, Städte, Märkte, Dörfer, Weiler, Höfe, Schlösser, Einöden, Gebirge, vorzüglichen Berge und Waldungen, Gewässer u. s. w.“
Das Werk fußt zum einen auf einem zweibändigen Entwurf gleichen Namens, der 1818/19 erschienen ist. Diese Topographie enthält eine vollständige Liste sämtlicher Orte des Königreichs Bayern mit der Angabe des Ortstyps und dessen administrativer Zugehörigkeit (Landgericht bzw. Herrschaftsgericht). Die Orte wurden klassifiziert in Einöde (1 Haus), Weiler (2–11) und Dorf (12 und mehr), außerdem Markt, Stadt und Pfarrdorf. Ein Kirchdorf galt als Dorf. Die alphabetische Sortierung der Orte erfolgte, wo nötig, nach ihrem Stammwort; Vorsilben (Alt-, Neu-, Groß-, Klein-, Ober-, Unter-) wurden daran angehängt.
In dieses Werk sind die in den 1820er Jahren erfolgten Beschreibungen der acht Kreise, in die Bayern ab 1817 eingeteilt war eingeflossen, die Angaben zur Zahl der Einwohner, der Wohngebäude, der religiösen Zugehörigkeit (fast immer nur werden die christlichen Denominationen katholisch und evangelisch berücksichtigt), der Entfernung zum nächstgrößeren Ort und ggf. kurze Bemerkungen zur Wirtschaft und Geschichte des jeweiligen Ortes enthalten. Das Datum der statistischen Erhebungen ist unklar, aber des Öfteren identisch mit denen von 1818. Neu eingeführt wurde der Ortstyp Kirchdorf.
Die 1831/32 erschienene Erstauflage bündelt diese Informationen weitestgehend unverändert. 1840 erfolgte eine geringfügig verbesserte zweite Auflage des Werkes.